# Zuckertüte
Zuckertüte ('Šećerna vrećica') ili Schultüte ('Školska vrećica') je dar koji djeca u Njemačkoj, Austriji, Poljskoj i Češkoj dobivaju na početku prvog razreda. Ima oblik stošca i ispunjen je slatkišima. 
Običaj darivanja prvašićima vrećice nastao je početkom 19. stoljeća u Njemačkoj, posebno u Saskoj i Tiringiji.

## Rasprostranjenost običaja
Zuckertüten prvo su se pojavile u mjestima u Srednjoj Njemačkoj. Berlin je bio prvi veliki grad izvan područja nastanka u kojem su Zuckertüten – prije Prvog svjetskog rata ipak još rijetko – postale uobičajene. Tek postepeno običaj se proširio na jug i zapad Njemačke. Isprva su to bili kumovi koji su predavali torbu. Danas su to većinom roditelji koji svojoj djeci daju školsku torbu koju rijetko sami izrađuju za put do škole.